# Белица (община Брод)
Вижте пояснителната страница за други значения на Белица.
Бѐлица (изписване до 1945 година: Бѣлица; на македонска литературна норма: Белица) е село в Северна Македония, в община Брод (Македонски Брод).

## География
Селото се намира в областта Поречие в западното подножие на планината Даутица. Състои се от две махали – Горна и Долна Белица, разположени по течението на река Белешница, десен приток на Треска (Голема).

## История
На 2 km югоизточно от Белица са руините на късноантичната и средновековна крепост Миткороен или Калето под дъбята. На 2 km на север е Калето на Столоватец – също от късната античност и средновековието. Според видния хърватски археолог Иван Микулчич около Белица е имало многобройно славянско население и тук е бил центърът на Величката епархия, чийто епископ в IX век е бил Климент Охридски. На 2,5 km западно от Белица, при устието на Белешница в Треска (Велика), покрай главния поречки път са открити руините на голяма църква.
Църквата „Свети Никола“ в Долна Белица е от XVI век. В XIX век, независимо, че географски принадлежи на Поречието, Белица административно е част от Прилепска каза на Османската империя. В „Етнография на вилаетите Адрианопол, Монастир и Салоника“, издадена в Константинопол в 1878 година и отразяваща статистиката на населението от 1873 година Белица е посочено два пъти като село в Прилепска каза – веднъж като Горна Белица (Biélitza gorna) с 18 домакинства и 89 жители българи и Долна Белица (Biélitza dolna) с 8 домакинства и 42 жители българи, и втори път като Белица (Bélitza) с 19 домакинства и 79 жители.
Църквата „Свети Пантелеймон“ е изградена в 1873 година.
Според статистиката на Васил Кънчов („Македония. Етнография и статистика“) от 1900 година Бѣлица Долна има 26, а Бѣлица Горна 180 жители българи християни.
На Етнографската карта на Битолския вилает на Картографския институт в София от 1901 година Белица е чисто българско село в Кичевската каза на Битолския санджак с 16 къщи. Същевременно Голема Балица е чисто българско село в Прилепската каза на Битолския санджак с 23 къщи, а Мала Балица също чисто българско с 6 къщи.
Цялото село в началото на XX век е сърбоманско. Според митрополит Поликарп Дебърски и Велешки в 1904 година в Белица има 41 сръбски къщи. По данни на секретаря на Българската екзархия Димитър Мишев („La Macédoine et sa Population Chrétienne“) в 1905 година в Белица има 320 българи патриаршисти сърбомани. При избухването на Балканската война един човек от Белица е доброволец в Македоно-одринското опълчение.
След Междусъюзническата война в 1913 година селото попада в Сърбия.
На етническата си карта на Северозападна Македония в 1929 година Афанасий Селишчев отбелязва Белица като българско село.
Според преброяването от 2002 година селото има 106 жители македонци.
В селото има и църкви „Възнесение Христово“, „Света Троица“ и „Свети Талалей“.

## Личности
Родени в Белица
- Змейко, сръбски войвода в 1911 година, с месечна сръбска заплата три лири[14]